# Jamar Loza
Jamar Kasheef Loza est un footballeur de la Jamaïque né le 10 mai 1994 à Kingston.

## Biographie
Le 4 juin 2014 il fait ses débuts pour l'équipe de Jamaïque.